# 江蘇省語言
江苏省全境通用漢語，人口最多的漢語變體分别是江淮官话、吴语和中原官话。关于连云港市北部赣榆区方言存在争议。南通部分地区属于吴淮混合方言。此外，由于近年来人口移动，苏南部分地区形成客籍、河南等方言岛。

## 吴语

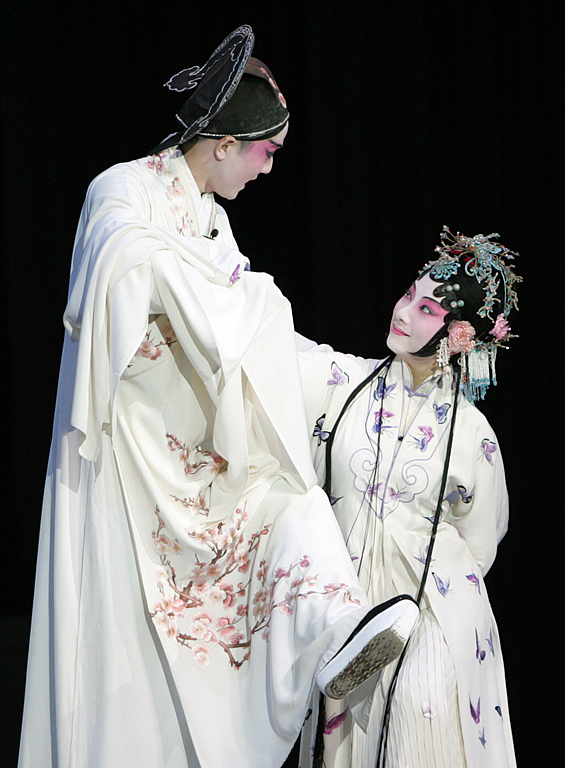
昆曲《牡丹亭》

江苏省操吴语（主要为太湖片、宣州片）的主要为苏锡常地区，实际面积较小，但人口密集且经济发达。江苏吴语区包括：苏州、无锡2市全部；常州市区（包括武进区和新北区）、金坛城区及东部，溧阳全部；镇江丹阳大部；南京溧水南部、高淳全部；南通市区南部、海门、启东2市全部，通州小部，如东小部；靖江大部。另外在苏北沿海，绵延至连云港沿海均有海门、启东两地于民国时期清末状元张謇带去的移民，该些移民及其后代绝大部分操苏沪嘉小片的启海话。
苏州话是吴语的代表方言。

## 江淮官话
范围包括扬州市、淮安市、盐城市全部；南京市（除溧水、高淳）、镇江（除丹阳）、泰州（除靖江）、连云港（除赣榆、东海西部和北部）、宿迁（除市区）大部；南通市市区、如皋市、海安县、如东县大部，通州市一部分。
南京官話和扬州话是江淮官话的代表方言。

## 中原官话
江苏省操中原官话的地区包括：徐州市全市、宿迁市市区、东海县西部及北部、赣榆县西部、赣榆县东部（有争议）。
徐州话是中原官话的代表方言。

## 胶辽官话
连云港市北部赣榆县方言存在争议，此地位于胶辽官话、中原官话、淮语三者交汇地。有认为属于胶辽官话（青州片、登连片仍有争议）、有认为属于中原官话。清声母入声字归并与中原官话相同，今声母与胶辽官话同。总体语调可能偏胶东话。